# ポヴォレット
ポヴォレット（伊: Povoletto）は、イタリア共和国フリウリ＝ヴェネツィア・ジュリア州ウーディネ県にある、人口約5,400人の基礎自治体（コムーネ）。

## 地理

### 位置・広がり

#### 隣接コムーネ
隣接するコムーネは以下の通り。
- アッティミス
- ファエーディス
- ニーミス
- レアーナ・デル・ロイアーレ
- レマンツァッコ
- ウーディネ

### 気候分類・地震分類
ポヴォレットにおけるイタリアの気候分類 (it) および度日は、zona E, 2359 GGである。
また、イタリアの地震リスク階級 (it) では、zona 2 (sismicità media) に分類される。

## 行政

### 分離集落
ポヴォレットには、以下の分離集落（フラツィオーネ）がある。
- Bellazoia, Belvedere, Grions, Magredis, Marsure di Sopra, Marsure di Sotto, Primulacco, Ravosa, Savorgnano, Salt, Siacco